# Vicente Peset Cervera
Vicente Peset Cervera (Valencia, 1855-Valencia, 1945) fue un médico español, destacado en alimentación y análisis químicos.

## Biografía

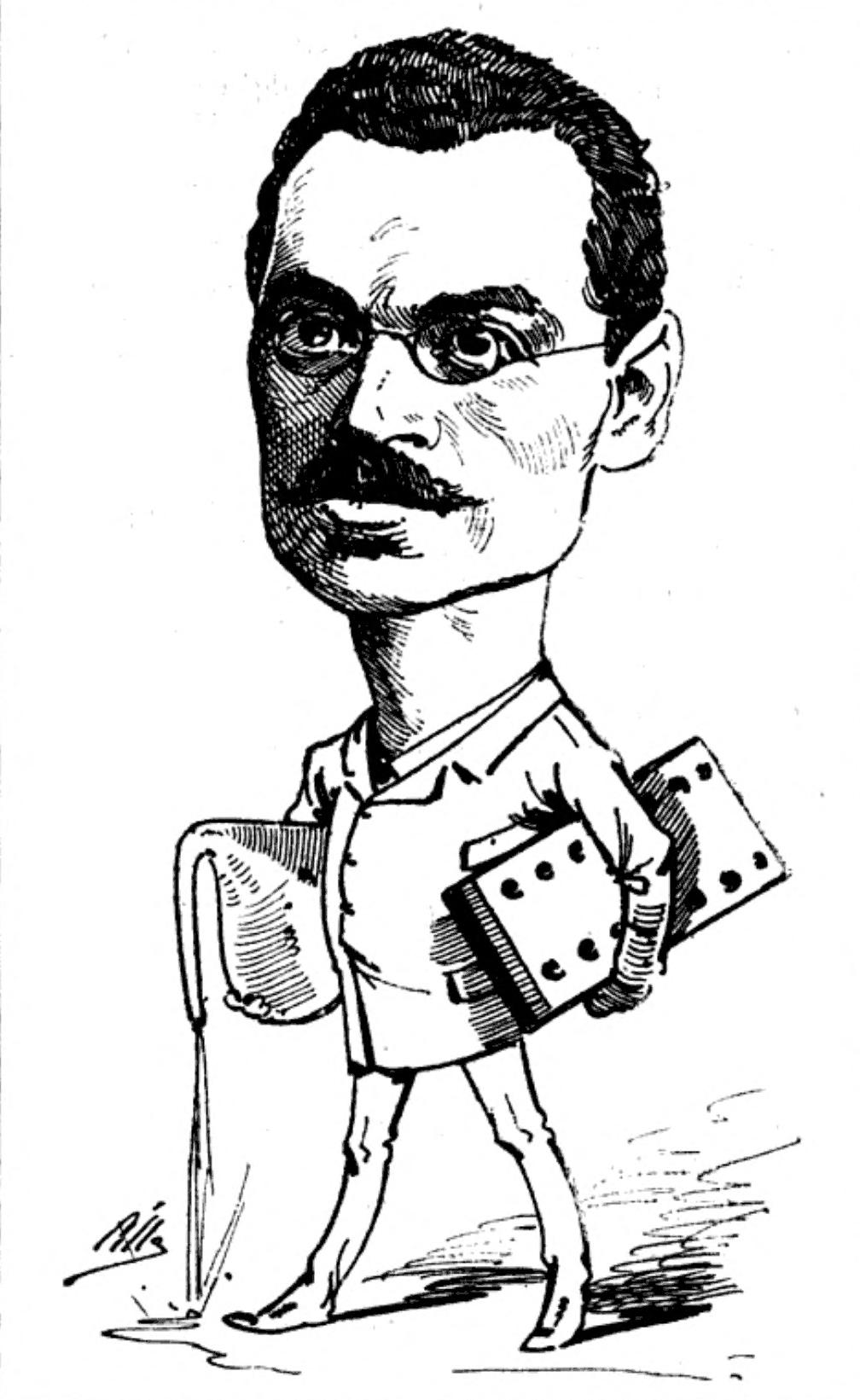
Caricaturizado por Cilla en El Dr. Sangredo (1884)

Hijo de Juan Bautista Peset Vidal y padre de Juan Bautista Peset Aleixandre, fue miembro sobresaliente de esta notable familia de médicos. Doctorado en medicina en 1875, amplió sus estudios hasta el doctorado en ciencias fisioquímicas en 1879.
Profesor del laboratorio de Valencia, del de Madrid, y catedrático de terapéutica de la facultad de Valencia, fue un especialista en análisis de muestras y experimentación. Socio del instituto médico valenciano, académico de la de medicina, fue un escritor prolífico y respetado.
Entre sus investigaciones destacan:
- Pionero en la aplicación de los rayos X para demostrar alteraciones en medicamentos
- Método para la depuración de aceite de maní
- Modo de obtener fibra textil del esparto
- Determinación de la pureza de opiáceos
- Diagnóstico de la diabetes midiendo sacaromices
- Investigación sobre subsuelo, lodo, y polvo atmosférico
- Procedimientos para análisis de orina, aguas, y tártaros
- Acción antiséptica del bromol

## Obras
- Tratado de terapéutica
- La fermentación en fisiología y patología (1880)
- Resumen de electricidad moderna aplicada a la medicina 1882)
- Las tendencias de la química moderna (1885)
- Depuración de las aguas del Turia. 1980)
- Química de los seres vivos (1903
- Las defensas íntimas del organismo (1910)
- Vacunoterapia no específica (1912)
- Lo que Debe a España la Cultura Mundial (1930) (Madrid: Morata)